# Vetusta Morla
Vetusta Morla es una banda española de indie rock originaria de Tres Cantos, Madrid, que canta en español. Tras nueve años de andadura musical, en febrero de 2008 publicaron su primer álbum de larga duración, Un día en el mundo. Tres años más tarde, en 2011, publicaron su segundo álbum, Mapas. El 8 de abril de 2014, tras varios años de gira por España y otros países, publican su tercer álbum, La deriva. En 2017 publican su cuarto álbum Mismo sitio, distinto lugar. En 2021 publican su quinto álbum Cable a tierra.
La banda debe su nombre al personaje la Vieja Morla de La historia interminable, la tortuga anciana gigante ("vetusta" en español es sinónimo de vieja, anciana).

## Historia
El grupo se creó en el verano de 1998 por varios compañeros del instituto José Luis Sampedro, de la localidad madrileña de Tres Cantos. Tomaron su nombre de la vieja tortuga que aparece en la novela filosófica La historia interminable, de Michael Ende. Morla es una tortuga que optó por creerse lo justo para no convertirse en nada. 
Los primeros componentes del grupo fueron Pucho (Juan Pedro Martín, voz), David García «el Indio» (batería), Jorge González (percusión), Alejandro Notario (bajo) y Guillermo Galván (guitarra). Más tarde, a finales de 1998, Juan Manuel Latorre se incorpora al grupo como guitarra y teclado, y Álvaro Benito Baglietto sustituye a Alejandro Notario, completando finalmente el grupo como un sexteto.
La grabación de su primera maqueta, 13 horas con Lucy, tuvo lugar en enero de 2000. Tras ganar en marzo del mismo año el segundo premio del Concurso Musical de Hortaleza, y el primer premio del Concurso Estatal de Pop-Rock de Rivas-Vaciamadrid, y unos meses más tarde, en enero de 2001, surgió la oportunidad de grabar una segunda demo, que tomaría el nombre de la banda.
Tras llegar a la final del Concurso de Rock de La Elipa en 2001, el grupo conoce al productor David Hyam y con él empiezan a perfilar un nuevo trabajo, La cuadratura del círculo.
Tras finalizar la grabación de la tercera demo, Alejandro Notario abandona el grupo y al poco tiempo Álvaro B. Baglietto pasa a ser el nuevo bajista.

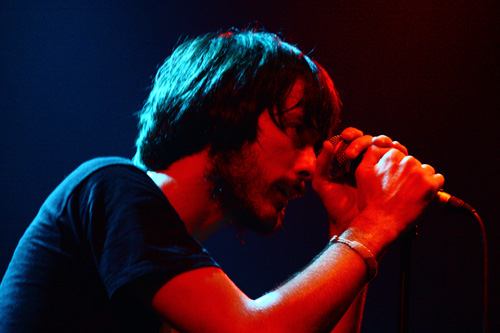
Pucho, cantante de Vetusta Morla.

En 2004 actuaron en Los conciertos de Radio 3 de RTVE. También participaron en el Festival Internacional Anti-Crise (Beirut), al que fueron invitados como representación española. Se trataba de un evento que reunía a varios artistas de distintas nacionalidades. Allí tuvieron la ocasión no solo de tocar con todos los invitados, sino también de convivir durante unos días, todos juntos en una casa otomana convertida en residencia de artistas y centro cultural llamada Zico House.
En enero de 2005, publican Mira, un EP autoeditado de 7 temas. 
Durante todo este tiempo, no han dejado de tocar por salas de toda España, prestando especial atención al circuito madrileño: El Sol, Café La Palma, Galileo Galilei, Caracol, Macumba, Clamores, Heineken, La Boca del Lobo, Ritmo & Compás, Chesterfield Café, Joy Eslava, etc.

### Primer álbum y consolidación como grupo
En febrero de 2008, editan su primer álbum, Un día en el mundo, que ha sido calificado como «el mejor primer disco de un grupo en la historia del rock español» por el periodista musical Santiago Alcanda.
El 18 de febrero de ese mismo año, vuelven a actuar en Los conciertos de Radio 3, esta vez presentando su primer LP.
En enero de 2011, el grupo confirma a través de Twitter que están trabajando en un nuevo disco, que sería editado a mediados de año.
El 11 de abril de 2011, el grupo cuelga en su página oficial la canción «En el río», adelanto de su segundo trabajo, Mapas. El disco fue presentado a través de la web oficial, como primicia, el 3 de mayo del mismo año antes de ser expuesto en el mercado, cuya fecha de venta física fue el 6 de mayo de 2011.
El 3 de diciembre vio la luz con su propio sello Pequeño salto mortal, la banda sonora original del videojuego conjunto con Delirium Studios Los ríos de Alice. Se trata de un trabajo de 14 temas que incluye la canción «Los buenos», ya interpretada en directo por la banda.
A finales de 2013 la banda comunicó a través de las redes sociales que se encontraba preparando el que sería su tercer LP, La deriva. Para presentarlo, lanzaron el 23 de febrero de 2014 el primer sencillo, «Golpe maestro». Un mes después, el 25 de marzo, el segundo sencillo elegido fue el tema que da nombre al disco, La deriva. El 8 de abril de 2014 salió a la venta este nuevo álbum, siendo presentado por la banda con un concierto en directo en los estudios de Radio 3, de RNE. También se presentó el primer videoclip del disco, correspondiente a la canción «La deriva».
Su siguiente disco fue Mismo sitio, distinto lugar, publicado el 10 de noviembre de 2017, y grabado en los Estudios Hansa de Berlín, que consta de 10 temas con un total de 38 minutos de duración.
Son asiduos en varios festivales de música alternativa como el Bilbao BBK Live, al que ya han acudido en tres ocasiones, Low Festival, Dcode, Santander Music y PortAmérica entre otros.

## Miembros
- Pucho, Juan Pedro Martín Almarza (voz)
- Guillermo Galván Alonso (guitarra, teclado y coros)
- Juan Manuel Latorre (guitarra y teclados)
- Álvaro B. Baglietto (bajo)
- Jorge González Giralda (percusión y programaciones)
- David García el Indio (batería y coros)

Los componentes de Vetusta Morla colaboran, además, en diferentes proyectos musicales: David García el Indio forma parte entre otros de SpeakLOW, Quartetoscopio, y colabora en multitud de proyectos, incluido Depedro, de Jairo Zavala; ha tocado con artistas de flamenco, con Amparanoia, y con Muchachito Bombo Infierno. Jorge González es miembro de una banda de fusión llamada CaLoCanDo, y Juanma Latorre de una banda de funk/hip-hop llamada Funkin Donuts.

## Discografía

### Álbumes de estudio
- Un día en el mundo (2008)
- Mapas (2011)
- La deriva (2014)
- Mismo sitio, distinto lugar (2017)
- Cable a tierra (2021)
- Figurantes (2024)

### EP
- 13 horas con Lucy (demo, 2000)
- Vetusta Morla (demo, 2001)
- La cuadratura del círculo (demo, 2003)
- Mira (EP, 2005)

### Otros
- Concierto benéfico por el Conservatorio Narciso Yepes de Lorca (en vivo, 2013)
- Los ríos de Alice (banda sonora original, 2013)
- "15151": Concierto en directo grabado en el Palacio de los deportes de Madrid el 23 de mayo de 2015.
- MSDL (canciones dentro de canciones, 2020)
- La hija (banda sonora original, 2021)
- Bailando hasta el apagón (2022)

## Videoclips / Canciones
1. Copenhague (2008)
2. Un día en el mundo (2008)
3. Otro día en el mundo (2008)
4. Sálvese quien pueda (2008)
5. Valiente (2009)
6. Lo que te hace grande (2011)
7. El hombre del saco (2011)
8. Los días raros (2012)
9. Maldita dulzura (2013)
10. La deriva (2014)
11. Golpe maestro (2014)
12. Fiesta Mayor (2014)
13. Fuego (2014)
14. Cuarteles de invierno (2015)
15. Te lo digo a ti (2017)
16. Deséame suerte (2017)
17. Consejo de Sabios (2018)
18. La vieja escuela (2018)
19. 23 de junio (2019)
20. Los abrazos prohibidos (2020)
21. Finisterre (2021)
22. Reina de las trincheras (2021)
23. La virgen de la humanidad (2021)
24. Puñalada trapera (2021)
25. Corazón de lava (2021)

## Premios y reconocimientos

### Julio de 2008

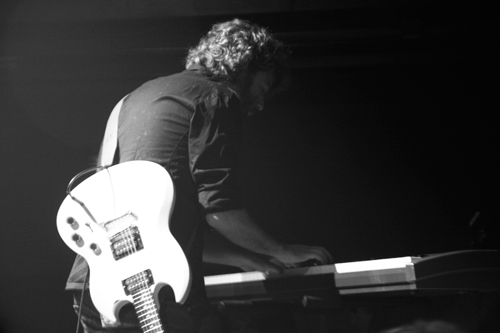
Juan Manuel Latorre, teclista y guitarrista.

«Copenhague», el cuarto corte de Un día en el mundo, fue elegido como una de las tres mejores canciones del indie español de los últimos 30 años, en una votación realizada entre los internautas y oyentes de Radio 3, en un certamen de canciones «indispensables» puesto en marcha por la Unión Fonográfica Independiente y Radio 3, para celebrar el 4 de julio como Día de la Música Independiente. 
«Copenhague» quedó en tercer lugar de una votación en la que resultó ganadora «Qué nos va a pasar» de La Buena Vida y, tras ella, «La revolución sexual» de La Casa Azul.

### Septiembre de 2008
Los videoclips «Un día en el mundo» y «Otro día en el mundo», ambos dirigidos por Álvaro León, obtuvieron de forma conjunta una Mención Especial a la Creatividad (categoría especialmente creada para la ocasión) en el I Festival Nacional de Videoclips de Alcañiz (Teruel). Al certamen, dirigido a realizadores, productoras de videoclips y compañías discográficas españolas, se presentaron un total de 163 trabajos a concurso. Los premios se fallaron el último fin de semana de septiembre.

### Octubre de 2008
El 15 de octubre de 2008, Vetusta Morla obtiene el galardón de «Mejor Directo de Pop», en la gala de entrega de la segunda edición de los Premios de La Noche en Vivo, conocidos como «Los Guilles». Se trata de unos galardones que premian la música en directo y que conceden la asociación del mismo nombre, que aglutina 45 salas de conciertos de Madrid. Vetusta Morla estaban nominados en tres de las categorías que componen los premios: «Artista Revelación», «Mejor Directo de Rock» y «Mejor Directo de Pop».
El 21 de octubre de 2008, Vetusta Morla recibe el Premio «Ojo Crítico» en la categoría de Música Moderna, uno de los galardones culturales más significativos de los que se conceden en España. Fueron creados hace diecinueve años por el programa cultural de Radio Nacional de España El Ojo Crítico, que cumple en 2008 su 25º aniversario. En el fallo, se afirma que se valora su «solidez sobre el escenario» y «sonido personal».

### Diciembre de 2008

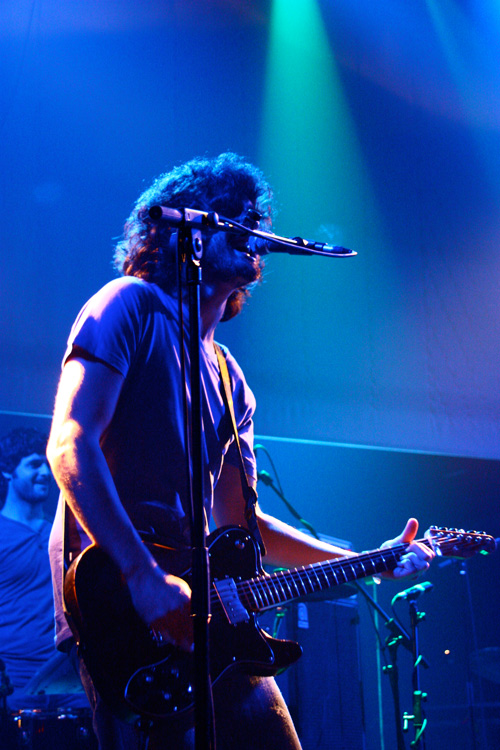
Guillermo Galván, guitarrista.

A finales de año, la banda es elegida como «Artista Revelación» de 2008, a través de la votación organizada entre los lectores de EP3, en su sección web del diario El País.
El primer álbum de Vetusta Morla, Un día en el mundo, ocupa la segunda posición en la clasificación de la cadena MTV, en el que se eligen los favoritos de 2008. En el repaso a lo mejor del año de la revista Rockzone, Un día en el mundo es el segundo mejor álbum nacional, mientras que para Mondosonoro es el tercero, siendo el tema «Un día en el mundo» la mejor canción nacional.
Para Heineken.es, «Un día en el mundo» es la tercera mejor canción nacional de 2008, mientras que el disco es el elegido como el sexto mejor álbum nacional.

### Enero de 2009
A principios de 2009, Vetusta Morla obtiene el Premio «Tras la 2» en la categoría de «Mejor Propuesta Musical», gracias al voto de un 58% de los internautas participantes. Se trata de un galardón que otorga por tercer año el programa de La 2 de TVE Miradas 2, que premia los mejores trabajos de 2008.

### Febrero de 2009
El 26 de febrero de 2009, la banda madrileña se proclama como gran vencedora de la XIII edición de los Premios de la Música, que cada año concede la Academia de las Artes y las Ciencias de la Música, al hacerse con los tres galardones a los que optaba: Autor Revelación (con su tema «Copenhague»), Artista Revelación (por Un día en el mundo compartido con Pitingo y su 'Soulería') y Mejor Álbum de Pop Alternativo (Un día en el mundo).

### Abril de 2009
El videoclip «Otro día en el mundo», que realizó para el grupo Álvaro León y el equipo de Keloide, un experimento de rodaje en tiempo real, obtuvo el galardón al mejor videoclip en la Semana de Cine de Medina del Campo, un prestigioso certamen que cumple en 2009 su 22.ª edición. 

### Julio de 2009
La banda madrileña protagonizó la primera edición de los Premios de la Música Independiente que otorga la UFI (Unión Fonográfica Independiente), en los que recibió cuatro galardones: Mejor artista, Mejor álbum por Un día en el mundo, Mejor álbum rock, y Mejor canción por «Valiente».

### Septiembre de 2009
Vetusta Morla obtiene el galardón al mejor grupo español dentro de la cuarta edición de los Premios de la Música y la Creación Independiente Pop-Eye.

### Enero de 2010
Un día en el mundo es elegido el mejor disco nacional de la década por la revista Indyrock. Para la misma publicación, Vetusta Morla ocupa el primer puesto en la categoría de grupo revelación, y el tercer lugar en cuanto a mejor directo nacional de la década.

### Noviembre de 2011
El grupo fue galardonado por la revista Rolling Stone como Mejor Grupo del Año y Mejor Disco del Año, por Mapas, su segundo LP.

### Junio 2012
Premio del Público en la 4 edición de los Premios UFI

### Noviembre de 2012
El grupo es premiado por la revista Rolling Stone como Mejor Gira del Año, tras realizar un total de 107 conciertos, 6 de ellos con la Orquesta Sinfónica de la Región de Murcia y 28 en el extranjero.

### Mayo 2015
La Deriva consigue 7 Premios MIN en la gala de la 7ª edición de los Premios de la Música Indpendiente de España. Mejor artista, Álbum del Año (La Deriva). Canción del año (Fuego), Mejor Directo, Mejor Producción Musical, Mejor Diseño Gráfico para un álbum, Mejor fotografía promocional.

### Abril 2016
Vetusta Morla obtiene 3 Premios en la 8ª edición de los Premios de la Música Independiente de España: Mejor Artista, Mejor Directo y Mejor Videoclip por Cuarteles de Invierno, dirigido por Enrique Torralbo. 

### Noviembre 2018
Premio Ondas 2018 en la categoría de “Mejor espectáculo, gira o festival” por su Concierto 23 de junio de 2018 en la explanada exterior de la Caja Mágica de Madrid. “Por la repercusión en términos de afluencia, 38.000 asistentes, y por el salto cualitativo en el planteamiento escenográfico y el estudio detallista de su propuesta. Vetusta ha cuidado cada interpretación como una experiencia única. Además vive hoy un momento único en su carrera, tejiendo de manera autónoma una de las comunidades musicales más fieles en España y donde el vivo es parte esencial en su propuesta artística.”

### Diciembre 2019
Se le concede Premio Gràffica 2019 por demostrar que la música necesita lo visual para comunicarse. En sus discos el diseño, la ilustración, los recursos visuales, el propio packaging, la tipografía resultan parte indispensable para comprender los conceptos que relatan musicalmente. También en el directo y, en concreto, en sus escenografías, todo un espectáculo visual que incide en la necesidad de narrar también gráficamente sus historias. Por unir música e imagen en un formato único y original para transmitir ideas más allá de la música.

## Actos solidarios
Los días 31 de mayo y 1 de junio de 2012 este grupo se une con la Orquesta Sinfónica de la Región de Murcia, dando sendos conciertos en el Auditorio Víctor Villegas de esta ciudad, con el objetivo de recaudar fondos para la restauración del conservatorio Narciso Yepes de Lorca y concienciar a la gente de la situación que se seguía viviendo un año después del seísmo, con una ciudad que aún seguía destrozada. Más de trece arreglistas trabajaron para preparar canciones de los álbumes Un día en el mundo y Mapas, uniendo así tanto al público del estilo rock como al clásico a favor de una buena causa.
Recientemente han publicado en su página oficial la posibilidad de descargar oficialmente este concierto, el cual también puede verse a través de YouTube.